# Primeiros mosteiros do século XVI nas encostas do Popocatépetl
Os primeiros mosteiros do século XVI nas encostas do Popocatépetl são um conjunto de catorze mosteiros construídos nos declives do Popocatépetl, a sudeste da Cidade do México. Perfeitamente preservados, eles representam o modelo arquitectónico seguido pelos primeiros missionários - os franciscanos, dominicanos e agostinianos - que apresentaram o cristianismo às populações nativas no começo do século XVI. Em 1994 a UNESCO declarou o sítio Património Mundial, pela sua importância histórica, construção original e linhas majestosas.
Existem diversos mosteiros erguidos no século XVI na região do vulcão Popocatépetl, no México. Os autores de tais fundações foram religiosos das ordens Franciscana, Dominicana e Agostiniana, sendo uma influência central na cristianização de grande população em largo entorno. Localizam-se em Atlatlauhcan, Cuernavaca, Hueyapan, Tetela del Volcán, Yautepec, Ocuituco, Tepoztlán, Tlayacapan, Totolapan, Yecapixtla e Zacualpan de Amilpas, no estado de Morelos; e em Calpan, Huexotzingo e Tochimilco no estado de Puebla; todas estas localidades estão nas vizinhanças do vulcão.

## Convento dominicano de Tepoztlán
Tepoztlán é um pitoresco vilarejo do estado de Morelos. Fundado pelos espanhóis em 1521, poucos anos depois os missionários dominicanos chegaram para evangelizar os índios. O antigo convento hoje é um museu. Foi erguido entre 1559 e 1580, com a igreja sendo finalizada em 1588. Seu estilo assemelha a uma fortaleza, e o interior ainda guarda seus afrescos originais. A fachada é em estilo plateresco com torres laterais apoiadas por contrafortes. O frontispício mostra diversos símbolos da religião: a Virgem Maria, o Menino Jesus, anjos e os santos Domingos e Catarina de Siena. O interior tem nave única e uma capela-mor absidal com cúpula de nervuras ogivais.

## Convento franciscano e catedral de Cuernavaca
Cuernavaca é a capital do estado de Morelos, e sua catedral é o monumento que faz parte deste grupo. Sua construção começou em 1533 para servir ao convento anexo. Uma capela menor, datada de 1536-1538, também adjacente, mostra traços góticos. A capela da Ordem Terceira dos franciscanos é já barroca e possui bela obra de talha no altar-mor.

## Convento agostinho de Atlatlauhcan
Atlatlauhcan está igualmente no estado de Morelos, e seu convento agostinho foi construído entre 1570 e 1600. A igreja é precedida por um grande átrio e duas capelas. Uma outra capela próxima tem um pórtico decorado com caixotões e afrescos.

## Convento agostinho e franciscano de Yecapixtla
Erguido inicialmente pelos franciscanos em 1525 como uma capela modesta, o complexo foi muito ampliado pelo agostinho Jorge de Ávila. A fachada da igreja é sóbria e bela, sua decoração inclui estatuária e motivos florais. Há uma rosácea gótica sobre a entrada, e um relevo mostrando a estigmatização de São Francisco de Assis. A cúpula também é gótica e o claustro tem uma imponente colunata.

## Convento franciscano de Huejotzingo
Huejotzingo pertence ao estado de Puebla, e seu convento franciscano foi erguido possivelmente entre 1529 e 1570. O convento tem um átrio com um cruzeiro no centro e pequenos nichos com estatuária e brasões em relevo.
A igreja tem uma fachada sóbria e tem aspecto de fortaleza. Possui uma só nave com um teto em abóbada de nervuras, e o retábulo principal tem grandes proporções e esplêndida talha plateresca, adornado com esculturas e pinturas do flamengo Simon Pereyns. Ainda se preservam fragmentos das pinturas murais em grisaille e existem símbolos mudejares em relevo. Também são notáveis o órgão entalhado e o púlpito do século XVII.
O convento possui uma entrada com arcos, que conduzem a um átrio, à capela da Trindade e ao claustro, onde ainda se observam murais e algumas celas guardam sua decoração original.

## Convento franciscano de Calpan
O convento de Calpan, em Puebla, foi fundado em 1548, e sua arquitetura mostra um átrio com tripla arcada, uma fonte e pequenas capelas decoradas com motivos florais e geométricos, e baixos-relevos com cenas da Anunciação, do Juízo Final e monogramas. A fachada da igreja tem esculturas decorativas.

## Convento franciscano de Tochimilco
Também em Puebla, o convento foi levantado no século XVI, com uma igreja em estilo renascentista.